# Đông Động
Đông Động là một xã thuộc huyện Đông Hưng, tỉnh Thái Bình, Việt Nam.

## Địa lý
Xã Đông Động nằm ở phía nam huyện Đông Hưng, có vị trí địa lý:
- Phía đông giáp xã Đông Vinh và xã Hà Giang
- Phía tây giáp xã Phú Châu
- Phía nam giáp xã Đông Quang và xã Đông Xuân
- Phía bắc giáp xã Đông Các và xã Đông Hợp.

Xã có diện tích 3,38 km², dân số năm 2022 là 5.791 người, mật độ dân số đạt 1.713 người/km².

## Lịch sử
Ngày 28 tháng 9 năm 2024, Ủy ban Thường vụ Quốc hội ban hành Nghị quyết số 1201/NQ-UBTVQH15 về việc sắp xếp đơn vị hành chính cấp xã của tỉnh Thái Bình giai đoạn 2023 – 2025 (nghị quyết có hiệu lực từ ngày 1 tháng 11 năm 2024). Theo đó, thành lập xã Xuân Quang Động trên cơ sở toàn bộ 3,38 km² diện tích tự nhiên và quy mô dân số là 5.791 người của xã Đông Động.

## Giao thông
Quốc lộ 10 đi ngang qua xã theo hướng bắc – nam.